# What Girls Learn
What Girls Learn è un film del 2001 diretto da Lee Rose.

## Uscite internazionali
- Uscita negli  USA: 14 ottobre 2001
- Uscita in  Ungheria: 10 novembre 2002
- Uscita in  Francia: 13 dicembre 2002